# Ayo-Maria Atoyebi
Ayo-Maria Atoyebi, O.P. (Ilorin, Kwara, 3 de diciembre de 1944 - Ibadán, Oyo, 8 de marzo de 2025) fue un prelado católico nigeriano. Se desempeñó como obispo de Ilorin entre 1992 y 2019.

## Biografía
Atoyebi fue ordenado sacerdote de la Orden de Predicadores el 17 de diciembre de 1978.
El 6 de marzo de 1992, fue nombrado obispo de Ilorin. Recibió la consagración episcopal el 17 de mayo de 1992 por el obispo Peter Yariyok Jatau.
El 11 de junio de 2019, Atoyebi se retiró como obispo de Ilorin debido a su avanzada edad y precaria salud, y fue reemplazado por su coadjutor, el obispo Paul Adegboyega Olawoore.
Atoyebi falleció el 8 de marzo de 2025, a los 80 años.